# Vanth (měsíc)

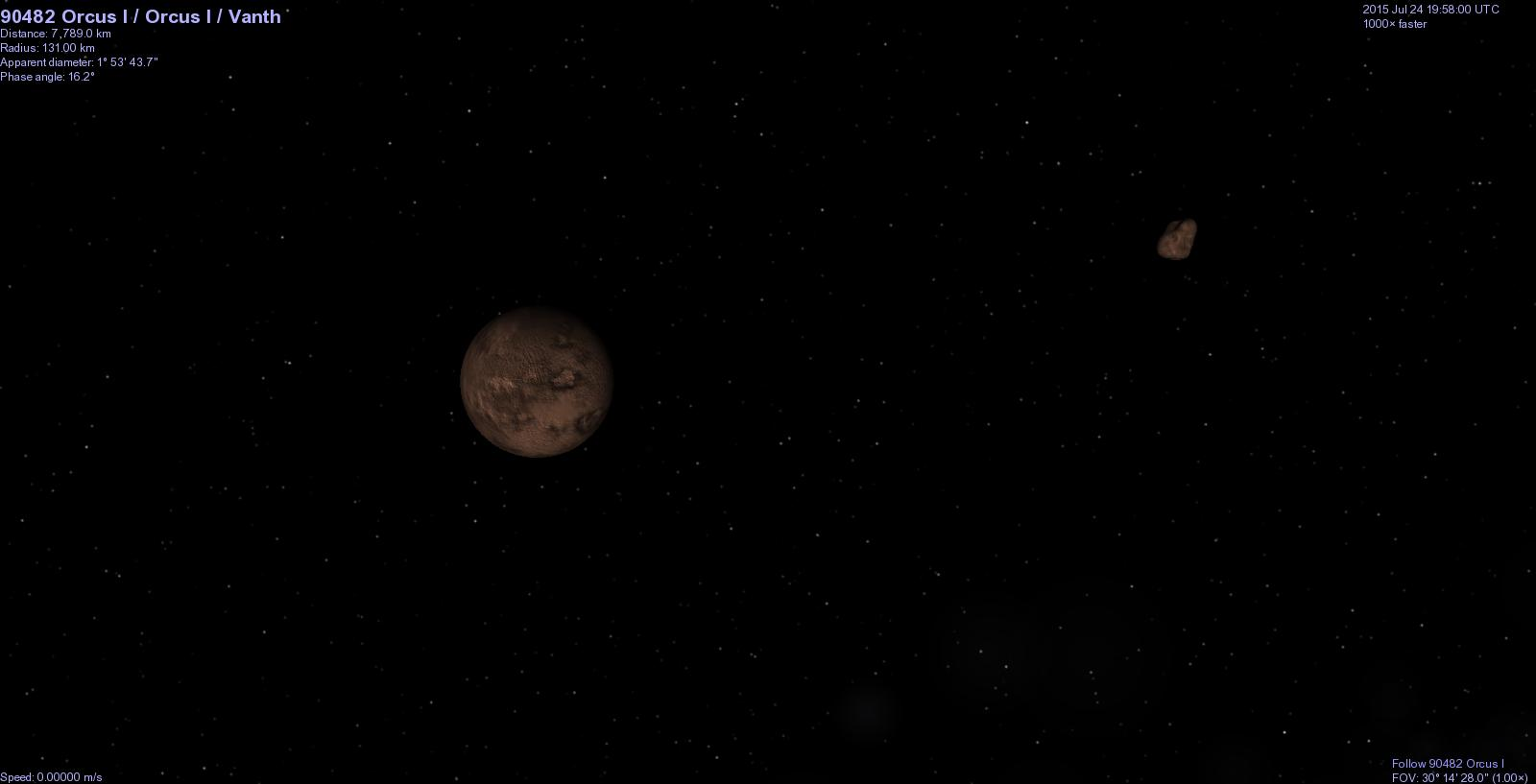
Umělcova představa planetky Orcus a jejího měsíce Vanth

Vanth je měsíc planetky Orcus, která obíhá v Kuiperově pásu za Neptunem. Vanth má průměr asi 220 km. Rozdíl magnitudy oproti planetce je asi 2,7. Tento měsíc (satelit) byl objeven 22. února 2007 ve vzdálenosti 0,25 úhlové vteřiny od Orcusu. Parametry jeho oběžné dráhy však ještě nebyly upřesněny. Vanth byl objeven Michaelem Brownem a Terry-Ann Suyerovou.